# Federico Todeschini
Federico Jordán Todeschini (Rosario, 8 agosto 1975) è un ex rugbista a 15 argentino, giocava nel ruolo di mediano d'apertura.

## Biografia
Todeschini crebbe nel Club Atlético del Rosario, con il quale debuttò nel campionato provinciale dell'Unión de Rugby de Buenos Aires nel 1994; nel 1998, in coincidenza con l'esordio nella Nazionale argentina, divenne professionista e fu ingaggiato in Italia dal Parma, in cui rimase una stagione.
Dopo due soli incontri con i Pumas (un test match, quello di debutto, contro la Romania e un incontro con l'Uruguay di qualificazione alla Coppa del Mondo di rugby 1999), Todeschini non fu più convocato fino al 2005; in tale periodo militò, a seguire, nel Grenoble, La Rochelle (vincitore della Coppa di Francia nel 2001-02), con il quale esordì nelle competizioni europee (Challenge Cup 2001-02), Bègles-Bordeaux, Béziers e, dal 2006, Montpellier.
Rientrato in Nazionale nel 2005 per precisa volontà del C.T. Marcelo Loffreda, segnò 19 punti contro il Giappone, prima di prodursi in una performance di 20 punti contro i British Lions e 30 contro l'Italia, a distanza di tre settimane l'una dall'altra.
Fece quindi parte della selezione dei Pumas alla Coppa del Mondo di rugby 2007 in Francia, scendendo in campo in tre incontri del torneo in cui fu utilizzato sia come centro, che come apertura e, infine, come estremo, quest'ultimo ruolo ricoperto nella finale per il terzo posto, vinta, contro i padroni di casa francesi.
L'ultimo incontro di Todeschini fu nel giugno 2008 contro la Scozia.
Tornato in patria al Rosario nel 2010 con esso terminò la carriera alla fine della stagione.

## Palmarès
- Campionati sudamericani: 1
Argentina: 2006
- Coppe di Francia: 1
La Rochelle: 2001-02